# ایرن آموار
ایرن آموار (به فرانسوی: Irène Hamoir) شاعر و رمان‌نویس قرن بیستم میلادی اهل بلژیک است.